# Akromikrie
Die Akromikrie, von altgriechisch ἄκρος akros, deutsch ‚äußerst‘ und altgriech.  μικρός mikrós, deutsch ‚klein, eng‘, bezeichnet eine sehr seltene angeborene Veränderung mit abnormal kleinen Akren und von Teilen des Skelettsystems, also kleines Gesicht und kleine Hände. Das Gegenteil wird als Akromegalie bezeichnet.
Die Bezeichnung wird heute nicht mehr für ein eigenständiges Krankheitsbild, sondern für ein Symptom verwendet.
Eine Akromikrie kommt im Rahmen folgender Syndrome vor:
- Akrogerie Gottron
- Akromikrische Dysplasie
- Geleophysischer Kleinwuchs
- Lundberg-Syndrom
- Prader-Willi-Syndrom
- Hutchinson-Gilford-Syndrom
- Rothmund-Thomson-Syndrom
- Scholte-Syndrom

ferner beim Armfield-Syndrom und beim (nicht anerkannten) Brugsch-Syndrom.